# 七里清介

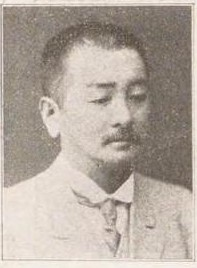
七里清介

七里 清介（しちり せいすけ、1858年9月1日（安政5年7月24日） - 1917年（大正6年）1月9日）は、日本の政治家、衆議院議員（2期）。

## 経歴
大阪府出身。大阪運河(株)社長、大阪電気軌道(株)取締役、箕面有馬電気軌道(株)監査役となる。
1904年の第9回衆議院議員総選挙において大阪市選挙区から甲辰倶楽部公認で立候補して当選した。1908年の第10回衆議院議員総選挙は不出馬。1912年の第11回衆議院議員総選挙では中央倶楽部から立候補して再選した。衆議院議員を2期務め、1915年の第12回衆議院議員総選挙には出馬しなかった。1917年に死去した。